# Éric Navet

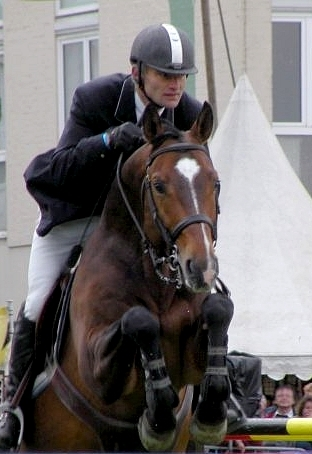
Éric Navet 2013

Éric Navet (* 10. Mai 1959 in Bayeux, Département Calvados) ist ein französischer Springreiter. Seine größten
Erfolge feierte er in den 1990ern mit dem französischen Hengst Quito de Baussy, mit dem er unter anderem Welt- und Europameister wurde.

## Erfolge
- Olympische Spiele
  - 1992 in Barcelona: Bronzemedaille Mannschaft auf Quito de Baussy
- Weltmeisterschaften:
  - 1990 in Stockholm: Goldmedaille Mannschaft, Goldmedaille Einzel auf Quito de Baussy
  - 1994 in Den Haag: Silbermedaille Mannschaft auf Quito de Baussy
  - 1998 in Rom: Silbermedaille Mannschaft auf Atout d'Isigny
  - 2002 in Jerez: Goldmedaille Mannschaft, Silbermedaille Einzel auf Dollar du Mûrier
- Europameisterschaften:
  - 1991 in La Baule: Goldmedaille Einzel auf Quito de Baussy
  - 1993 in Gijón: Bronzemedaille Mannschaft auf Quito de Baussy
- weitere:
  - 4× Französischer Meister (1992, 1997, 1998, 2004)